# ナタリー・ウォード
ナタリー・アン・ウォード（Natalie Anne Ward、1975年12月24日 - ）は、オーストラリア・ニューサウスウェールズ州ニューカッスル出身の女子ソフトボール選手（二塁手・遊撃手）。1996年アトランタオリンピック、2000年シドニーオリンピック、2008年北京オリンピックで銅メダルを獲得、2004年アテネオリンピックで銀メダルを獲得。
2006年9月にはオーストラリア代表として357試合出場を達成。これまでサリー・マクレディが保持していた356試合出場の記録を更新した。
2001年-2004年にかけて日本リーグ1部のミキハウスでプレーした。